# Orpheusz (mitológia)
Orpheusz (görög betűkkel Ὀρφεύς) trák származású legendás dalnok a görög mitológiában. Őt tartották a líra feltalálójának vagy tökéletesítőjének. Zenéjével lecsillapította a vadállatokat, táncra indította a sziklákat, megállította a folyókat. Héthúrú líráján állítólag olyan harmóniákat volt képes megszólaltatni, amelyek megindították az alvilág őreit is. Értette a természet nyelvét, tudott beszélni az állatokkal. Úgy tartják, hogy ő tanította meg az emberiséget az orvoslásra, írásra és földművelésre.

## Története
Részt vett az argonauták utazásán, mivel Kheirón kentaur megjósolta, hogy nélküle nem tudnak elhaladni a szirének mellett. Orpheusz zenéje ugyanis sokkal szebb volt, mint a szirének dala, így elterelte a hajósok figyelmét a szirének csábításáról.
Amikor Eurüdiké nevű kedvesét elvesztette, lement érte az alvilágba. Zenéjével meglágyította Hadész és Perszephoné szívét (ő volt az egyedüli, akinek ez sikerült[forrás?]), akik ezért visszaengedték Eurüdikét a földi világba. Az egyedüli feltétel az volt, hogy Orpheusz a lány előtt haladjon és ne nézzen vissza. Ezt a dalnok nem tudta megállni, így végleg elveszítette őt.

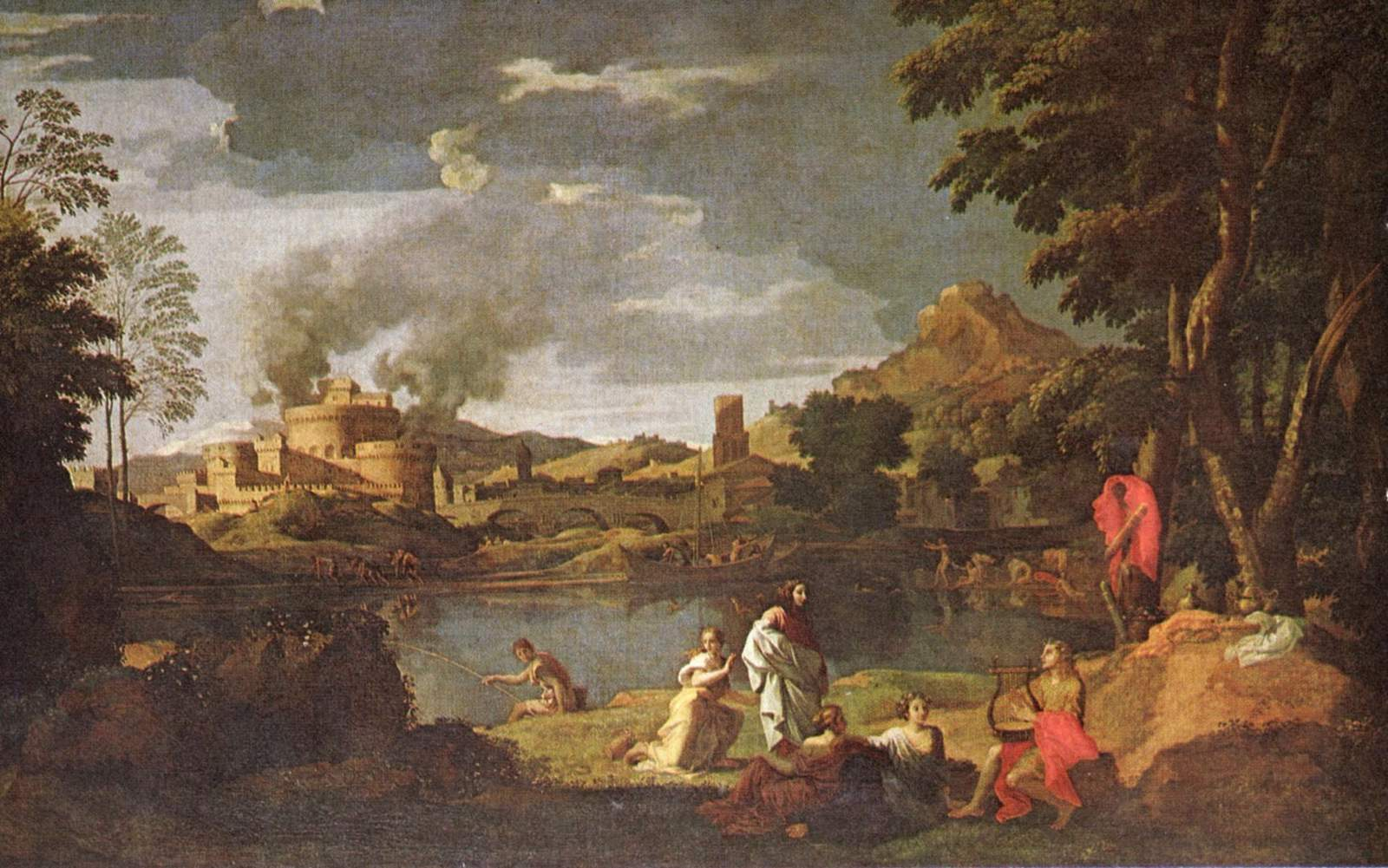
Nicolas Poussin: Orpheusz és Eurüdiké

Padovanino: Orpheusz tudott beszélni az állatokkal

Bánatában Trákiába ment, ahol pásztoroknál élt. Az itteni leányok azonban szerelmükkel ostromolták a magányos Orpheuszt, aki még mindig Eurüdikét szerette, így nem viszonozta azok szerelmét. Ovidius arról számolt be, hogy halálát a menádok okozták. Először megpróbálták agyonkövezni, de a zenétől megszelídült sziklák nem akarták megütni. A feldühödött menádok ezért széttépték.

## Megjelenése a kultúrában

### Zene
- Jacopo Peri operája: Eurüdiké (1600)
- Claudio Monteverdi operája: L’Orfeo (1607)
- Georg Philipp Telemann operája: Orpheus (1736)
- Christoph Willibald Gluck operája: Orfeusz és Euridiké (1762)
- Liszt Ferenc szimfonikus költeménye: Orpheusz (1854)
- Jacques Offenbach operettje: Orpheusz az alvilágban (1858)
- Igor Stravinsky balettje: Orpheusz (1948)
- Anaïs Mitchell folk-operája: Hadestown[1] (2010)
- Hozier dala: Talk (2019)
- Csaknekedkislány dala: Lődi [2] (2020)

### Film
- Orphée (1949) rendező: Jean Cocteau
- A fekete Orfeusz (1959) rendező: Marcel Camus
- Orpheus és Euridiké (1985) rendező, forgatókönyvíró, vágó: Gaál István, operatőr: Sára Sándor